# Maladera iliganica
Maladera iliganica är en skalbaggsart som beskrevs av Moser 1917. Maladera iliganica ingår i släktet Maladera och familjen Melolonthidae. Inga underarter finns listade i Catalogue of Life.